# Horos
Horos（ホロス）は、macOS 上で動作する DICOM ビューアである。

## 開発の経緯
macOS で動作するオープンソースの DICOM ビューアとしては OsiriX が有名であったが、普及するにつれ制限が加わり、商用版との機能格差が顕著になってきた。例えば、OsiriX はソースが公開され、64ビットでコンパイル可能であったが、同包して提供されているライブラリは32ビットでコンパイル済みのものであり、実質的な性能は32ビットに制限されていた。
このため、OsiriX ライクな DICOM ビューアの登場が望まれていた。
2013年、OsiriX 5.8 のソースコードをベースにして HOROSPROJECT.ORGが中心となり、Horos が開発された。

## 名前の由来
エジプト神話に登場する Osiris 神の息子 Horus から。
Osiris の肉体は、彼の死後、引き裂かれ世界各地に散らばったが、息子 Horus はその破片を探し再構築することで Osiris の復活を願った。Horos という名は、この伝説に由来する。

## コンパイル
Xcode に加えて CMake と pkg-config を準備することでビルド可能。

## 日本語環境
Horos 3.1 から「ja-JP.lproj」と云う日本語リソースが組み込まれていますがこの日本語リソースでは 2DViwer が動作しない問題がある。
Horos の環境設定で Global・Languages の「日本語(日本)」のチェックを外して再起動すれば(英語表記になるが) 2DViwer は動作する。
現在、「ja-JP.lproj」を廃棄して日本語リソース「ja.lproj」を新しく作成して組み込む作業が進んでいる。